# Летанг, Луи
 Луи́ Лета́нг  (фр. Louis Lestang / L’Étang; ? — ок. 1739) — артист балета, первый танцовщик Королевской академии музыки в 1673—1689 годах.

## Биография
Летанг — ученик Пьера Бошана. Среди всех его учеников танцмейстер Пьер Рамо отдавал «пальму первенства Пекуру и Летангу, которые являли собой образец для всех, кто желал блистать в этой карьере»:119. «Танцуя с благородством и точностью», Летанг являл собой виртуоза:119. Жак Бонне в своей «Всеобщей истории танца» (Париж, 1723) упомянул «задумчивое и серьёзное антре Летанга» как один из примеров «совершенства театрального танца»:207.
В программах спектаклей Мольера и Люлли упоминается Летанг, исполняющий как мужские, так и женские выходы: в интермедии пифийских игр («Блистательные любовники», 1670) он вместе с тремя другими танцовщиками исполнял антре женщин, вооружённых по-гречески; в «Психее» (1671) был наядой, одной из восьми танцующих фей, затем — одной из фурий и пастухом, а в последней интермедии являлся среди воинов, вооружённых пиками. Одновременно в программе «Психеи» указан Летанг-младший, вместе с Пекуром и другими танцовщиками исполнивший выход зефиров — возможно, это был либо младший брат Луи Летанга, либо сам Летанг, только начинавший свою исполнительскую карьеру.
6 августа 1698 года Летанг представил «Балет мира» (фр. Ballet de la Paix), интермедию в 4 частях в спектакле в 5 актах «Карл Великий» поэта Жозефа де Жуванси, представленном в Лицее Людовика Великого в честь заключения Рисвикского мира.